# Nazionale maschile under 23 di pallavolo di Taipei cinese
La nazionale Under-23 di pallavolo maschile di Taipei cinese è una squadra asiatica e oceaniana composta dai migliori giocatori di pallavolo di Cina Taipei con un'età inferiore di 23 anni ed è posta sotto l'egida della Federazione pallavolistica di Taipei cinese.

## Risultati

### Campionato asiatico e oceaniano Under-23
| Edizione | Piazzamento | Formazione   |
| -------- | ----------- | ------------ |
| 2015     | 3º posto    | Convocazioni |
| 2017     | 3º posto    | Convocazioni |